# Municipio de San Lorenzo Victoria
El municipio de San Lorenzo Victoria es uno de los 570 municipios que conforman al estado mexicano de Oaxaca. Pertenece al distrito de Silacayoapam, dentro de la región mixteca. Su cabecera es la localidad homónima.

## Geografía
El municipio abarca 51.64 km² y se encuentra a una altitud promedio de 1180 m s. n. m., oscilando entre 1900 y 1100 m s. n. m.
Colinda al norte y al este con el municipio de Silacayoápam y el municipio de San Jorge Nuchita, y al sur y al oeste con el municipio de Silacayoápam.

### Fisiografía
El municipio se encuentra en la subprovincia de las cordilleras costeras del sur, dentro de la provincia de la Sierra Madre del Sur. El 75% de su territorio lo conforma es sistema de topoformas del lomerío con cañadas, 22% el valle intermontano con lomerío y el 3% restante la sierra alta compleja.

### Hidrografía
San Lorenzo Victoria pertenece a la subcuenca del río Mixteco, dentro de la cuenca del río Atoyac, parte de la región hidrológica del Balsas. El principal afluente de la demarcación es el río Mixteco.

## Clima
El clima es cálido subhúmedo con lluvias en verano en el 78% de su territorio y semicálido subhúmedo con lluvias en verano en el 22% restante. El rango de temperatura promedio es de 20 a 22 grados celcius, el máximo promedio oscila de 34 a 36 grados y el mínimo de 10 a 12 grados. El rango de precipitación media anual es de 600 a 800 mm y los meses de lluvias son de noviembre a abril.

## Demografía
De acuerdo al último censo, realizado por el INEGI en 2010, en el municipio habitan 1007 personas, repartidas entre 2 localidades. Del total de habitantes del municipio,solo 14 personas dominan alguna lengua indígena.

### Grado de marginación
De acuerdo a los estudios realizados por la Secretaría de Desarrollo Social en 2010, 23% de la población del municipio vive en condiciones de pobreza extrema. El grado de marginación de San Lorenzo Victoria es clasificado como Alto.

## Gobierno
El municipio se rige mediante el sistema de usos y costumbres, eligiendo gobernantes cada tres años de acuerdo a un sistema establecido por las tradiciones de sus antepasados.